# Світова мова

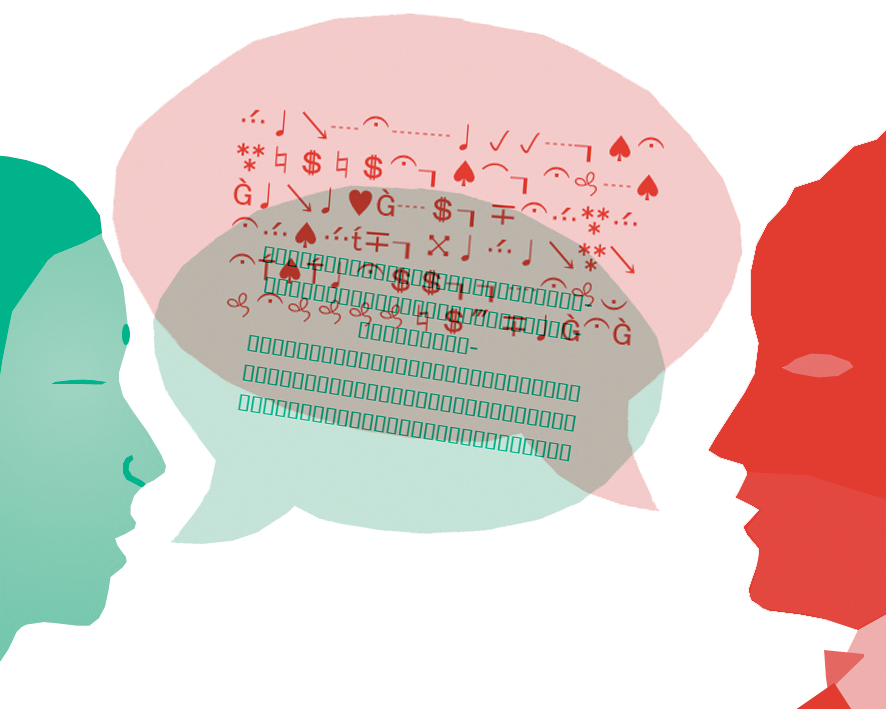
Міжнародна світова мова — інтернаціональна мова спілкування, котру вивчають багато людей як другу мову.

Міжнародна світова мова — інтернаціональна мова спілкування, котру вивчають багато людей як другу мову. Міжнародна мова характеризується не лише за числом носіїв (рідна чи друга мова), а також за географічним поширенням, і вона використовується в міжнародних організаціях та дипломатії.
До діючих міжнародних мов стосуються мови: нотного запису музики, мова фізичних, хімічних та математичних формул тощо. На наш час бракує лише мови безпосереднього спілкування представників різних країн та народів.

## Історія
Чи не найперша спроба створити універсальну або міжнародну мову була зроблена ще у четвертому столітті до нашої ери в стародавній Македонії. Алексарх, брат македонського воєначальника Кассандра (згодом царя Македонії) мріяв створити справедливу державу, у якій усі громадяни говорили б однією мовою і жили б дружно. Він заснував місто Уранополіс — Місто неба, жителями якого стали прибульці з різних країн. Для них Алексарх створив спільну мову. На яких принципах вона базувалася, досі невідомо, бо нова місто-держава невдовзі припинила своє існування, а з нею і згадана мова.
Питанням впровадження міжнародної мови зокрема займались Лейбніц, організовувались групи вчених, перед якими стояло завдання створити мову легку, доступну і таку, яка б влаштовувала всіх. Було понад 500 проєктів, серед них Волапюк, Есперанто, Ідо, Інтерлінгва та інші, деякі не забуті й досі.

## Англійська мова
Англійська мова — найвідоміша з глобальних мов. Вона широко викладається в країнах, де англійська мова не є офіційною. Саме тому вона все більше використовується в міжнародних комунікаціях. Володіння англійською мовою на Заході зараз є досить важливим. Залежно від методу розрахунку, англомовні налічують від трохи більше одного мільярда до двох мільярдів.

## Французька мова
Французька мова також вважається однією зі світових мов. За оцінками, приблизно 200 мільйонів людей на п'яти континентах, використовують її в якості рідної чи робочої. З історичних причин французька мова є мовою офіційних дипломатів та міжнародних поштових служб. Французька мова також є важливою мовою в ЄС, де багато офіційних текстів спочатку пишуться французькою мовою, а потім перекладені іншими мовами. Франція, однак, втратила свою глобальну позицію по відношенню до Англії.

## Арабська мова
Арабська мова є ключовою мовою в ісламському світі, оскільки вона є корінною мовою, і більшість понять, пов'язаних з релігією, існують в арабській мові. Хоча більшість мусульман у світі не знають арабську мову гладко, але, як правило, знають лише молитовний словник та молитви. Арабське навчання все ще є невід'ємною частиною освіти ісламських вірян.

## Англійська та французька мови в міжнародних організаціях
Англійська та французька мови є офіційними робочими мовами в наступних міжнародних організаціях:
- НАТО
- Організація економічного співробітництва та розвитку
- Міжнародне бюро праці
- Міжнародний олімпійський комітет
- Всесвітній поштовий союз
- Червоний Хрест
- Союз міжнародних асоціацій

## В Євросоюзі
За Статутом, мови усіх країн-членів повинні бути рівноправними. Це означає, що в ЄС однаково повинні функціонувати 26 мов. Це призводить до величезних витрат. За підрахунками економістів, за рік на тлумацькі та перекладацькі потреби ця спільнота витрачає до 30 % свого бюджету. При опитуванні, проведеному у 1999 році у Європарламенті, 21 % парламентарів висловили позитивне ставлення до пропозиції з використання есперанто у Європі.
Робочі мови в ЄС (ЄС має 23 офіційні мови): англійська, французька, німецька.

## Мови світового значення
Мова світового значення — це, перш за все, мова, яка відповідає одному або кільком наступним критеріям:
- відіграє важливу роль у світовій політиці
- має велике глобальне поширення
- використовується як міжособистісна мова
- має багато ораторів.

Деякі мови з більш ніж 100 мільйонами мовців, наприклад японська, не входять до переліку. Японська, хоча і вважається однією з найбільш значущих мов на міжнародному рівні, поряд з перерахованими міжнародними світовими мовами, не вважається світовою мовою сама по собі. Японія як регіон майже однорідна з етнічної, культурної та мовної точки зору. Японці демонструють лише регіонально обмежену сферу впливу, у них мала історія у застосуванні їхньої мови в якості мови міжнародного спілкування як у лінгва франка, наприклад. Їх закордонні громади сильно прив'язані до етнічної приналежності. Незважаючи на міжнародний інтерес з 1980-х років, багато великих університетів, середніх шкіл та навіть початкових шкіл по всьому світу пропонують курси японської мови.
Мови, які часто вважаються світовими мовами, включають:
| Мови       | Носії мови | Як друга допоміжна мова | Іноземна мова студентства | Всього мовців | Офіційний розподіл за статусами                                 | Офіційна мапа статусів |
| ---------- | ---------- | ----------------------- | ------------------------- | ------------- | --------------------------------------------------------------- | ---------------------- |
| Англійська | 372 млн    | 611 млн                 | 600 млн                   | 1500 млн      | Перелік територіальних одиниць, де англійська є офіційною мовою |                        |
| Іспанська  | 480 млн    | 91 млн                  | 21 млн                    | 567 млн       | Список країн, де іспанська є офіційною мовою                    |                        |
| Французька | 80 млн     | 153 млн                 | 62 млн                    | 274 млн       | Перелік територіальних одиниць, де французька мова є офіційною  |                        |

Інші джерела позначають наступні мови як світові мови, тоді як за більш суворими джерелами їх називають як надрегіональні мови:

Географічне поширення російської мови у світі:
0-1% російськомовних
1-9% російськомовних
10-19% російськомовних
20-29% російськомовних
30-39% російськомовних
40-49% російськомовних
50%+ російськомовних

| Мови                          | Носії мови                                  | Мовці першої і другої мов        | Офіційний розподіл за статусами | Офіційна мапа статусів |
| ----------------------------- | ------------------------------------------- | -------------------------------- | --- | ---------------------- |
| Мандаринська мова             | 898 млн (Лише Стандартна Мандарин: 150 млн) | 1091~1151 млн                    | Перелік територіальних одиниць, де китайська мова є офіційною мовою |                        |
| Арабська                      | 313 млн                                     | 423 млн                          | Список країн, де арабська мова є державною |                        |
| Гіндустані (Пояс Хінді, Урду) | 329 млн (260млн Хінді, 69 Урду)             | 544 млн (381млн Хінді, 163 Урду) | Офіційна мова: Індія (Хінді та Урду), Пакистан (Урду) та Фіджі (Фіджійська гінді) Визнані як мова меншини в: Маврикій (Хінді) і Суринамі (Карибський гіндустані «карибський гіндустані») |                        |
| Португальська                 | 220 млн                                     | 260 млн                          | Перелік територіальних одиниць, де португальська мова є офіційною |                        |
| Російська                     | 171 млн                                     | 260 млн                          | Перелік територіальних утворень, де російська є офіційною мовою |                        |
| Німецька                      | 95 млнα (Лише стандартна німецька: 78 млн)  | 105 млн до 130 млн               | Перелік територіальних одиниць, де німецька мова є офіційною |                        |

Інші дані про мовців:
| Ранг | Мова               | Рідна         | Друга            | Загальна кількість носіїв |
| ---- | ------------------ | ------------- | ---------------- | ------------------------- |
| 1    | Англійська мова    | 410 мільйонів | до 1 мільярда    | до 1,4 мільярда           |
| 2    | Китайська мова     | 845 мільйонів | до 500 мільйонів | до 1,3 мільярда           |
| 3    | Іспанська мова     | 420 мільйонів | до 80 мільйонів  | до 500 мільйонів          |
| 4    | Російська мова     | 170 мільйонів | до 125 мільйонів | до 295 мільйонів          |
| 5    | Арабська мова      | 240 мільйонів | до 40 мільйонів  | до 280 мільйонів          |
| 6    | Французька мова    | 80 мільйонів  | до 120 мільйонів | до 200 мільйонів          |
| 7    | Португальська мова | 178 мільйонів | до 10 мільйонів  | до 188 мільйонів          |
| 8    | Німецька мова      | 90 мільйонів  | до 20 мільйонів  | до 110 мільйонів          |
|      | Усього:            | 2 433 000 000 | 1 895 000 000    | 4 336 000 000             |

## Офіційні мови ООН
Англійська, арабська, іспанська, китайська, російська та французька є офіційними мовами ООН.

## Есперанто
Наприкінці XIX ст. мала перспективи стати міжнародною штучна мова есперанто. У 1887 році у Варшаві вийшла книжка «Міжнародна мова» підписана «Доктор Есперанто» («той, що сподівається»). Її винахідник, лікар та поліглот Людвік Земенгоф з Білостока, мріяв про ті часи, коли кожна людина крім рідної мови вивчить ще одну, нейтральну мову, призначену для міжнародного спілкування. Мешкаючи в Російській імперії, у багатоетнічному Білостоку, він добре бачив, як однакові люди, які однаково їдять і працюють, не можуть зрозуміти одні одних. Утім, на початку XXI ст. з'являються твердження, що проєкт есперанто себе не виправдав, і штучна мова Земенгофа не має шансів стати по-справжньому міжнародною.
Натомість, у 2022 р.:
- на альтернативному до Євробачення конкурсі пісень мовами меншин перемогла італійська співачка К'яра (Chiara Raggi) з піснею «Мозаїка» мовою есперанто;
- на офіційному м'ячеві фірми Adidas Аль-Ріла («Подорож», Al Rihla, الْرِّحْلَة) Чемпіонату світу з футболу 2022 у Катарі написи були виконані 5-ма з 6-и робочими мовами ООН (англійською, арабською, іспанською, китайською, французькою) й есперанто (замість російської — 6-ої робочої мови ООН).